# ويلسون إسكالانتي
ويلسون إسكالانتي (بالإسبانية: Wilson Escalante)‏ هو لاعب كرة قدم بوليفي في مركز الدفاع، ولد في 6 مايو 1977 في سانتا كروز دي لا سييرا في بوليفيا. شارك مع منتخب بوليفيا لكرة القدم. أما مع النوادي، فقد لعب مع نادي خورخي ويلسترمان.

## وصلات خارجية
- ويلسون إسكالانتي على موقع قاعدة بيانات كرة القدم.إي يو (الإنجليزية)
- ويلسون إسكالانتي على موقع ناشيونال فوتبول تيمز (الإنجليزية)
- ويلسون إسكالانتي على موقع عالم كرة القدم.نت (الإنجليزية)